# Wypędzenie demonów z Arezzo
Wypędzenie demonów z Arezzo (wł. Cacciata dei diavoli da Arezzo) – dziesiąty z dwudziestu ośmiu fresków z cyklu Sceny z życia św. Franciszka znajdujących się w górnym kościele Bazyliki św. Franciszka w Asyżu, którego autorstwo przypisywane jest Giotto di Bondone lub jednemu z jego współpracowników. Namalowany ok. 1295–1299.

## Tematyka
Cały cykl bazuje na opisach wydarzeń zawartych w oficjalnym Życiorysie większym św. Franciszka Bonawentury z Bagnoregio, napisanym w 1263. Franciszek z Asyżu miał zaprowadzić pokój w toskańskim mieście Arezzo między zwaśnionymi stronami. Nakazał jednemu z braci, by ten egzorcyzmował na głos miasto. Złe duchy, demony uciekły szybko, pozostawiając mieszkańców w spokoju i zgodzie. Bonawentura wspomina wydarzenie w rozdziale VI swej Legenda maior.

## Opis
Autor fesku przedstawił na pierwszym planie modlącego się Franciszka i brata, który podnosząc rękę wypowiada egzorcyzm. Obaj franciszkanie ubrani są w brązowe habity. Za nimi wznosi się biały kościół. Artysta namalował jego tylną część. Świątynia góruje nad zakonnikami. Prawą stronę malowidła zajmuje miasto. Różnokolorowe domy opasuje biały kamienny mur. Dwie postacie wyglądają przez otwarte dwie różne bramy miejskie. Ponad Arezzo stado demonów pierzcha we wszystkie strony. Giotto lub któryś z jego współpracowników przedstawili je jako nietoperze o brzydkich twarzach. Zdaniem Bruna Zanardiego autorstwo malowidła należy raczej przypisać Pietro Cavalliniemu. Tonacja tła ociera się o kolor lapis lazuli, jak w Kazaniu do ptaków i Świętym Franciszku na wozie ognistym.